# Ута от Баленщет
Ута Баленщет (на немски: Uta von Ballenstedt, * ок. 1000 в Баленщет, † 23 октомври пр. 1046) от род Аскани в Саксония-Анхалт е омъжена за маркграф Екехард II от Майсен.

## Произход
Тя е дъщеря на граф Адалберт I фон Баленщет (* 970) и неговата съпруга Хида, дъщеря, наследничка на маркграф Ходо I (965–993) от Лужица и на Фредеруно († 1015). Ута е сестра на Езико от Баленщет († 1060), граф на Баленщет, родоначалник на род Аскани, женен за Матилда Швабска († 1032).

## Брак
Ута се омъжва през 1026 г. за Екехард II (985-1046), маркграф на Майсен и маркграф на Лужица. Бракът остава бездетен. С този брак свършва родът на Екехардините.

## Ута в архитектурата
Наумбургската катедрала „Свети апостоли Петър и Павел“ е базилика, намираща се в историческия център на град Наумбург в Саксония-Анхалт, Германия.
Екехард и Ута са между 12-те дарители за построяването и.
В западната част на катедралата на височина примерно около три метра се извисяват фигурите на маркграф Екехард II и неговата прекрасна съпруга Ута — това е единственото и, достигнало до нас скулптурно изображение. Нейното лице излъчва чистота и сила. На гърдите на маркграфинята има брошка във вид на шестоъгълна снежинка с три сфери на всеки лъч. Скулптурното изображение на Ута се счита за един от най-ярките женски образи в изкуството на Средните векове.

## Наследство
След смъртта на нейния съпруг Екехард II през 1046 г. зестрата на Ута отива към църквата в Хернрод, където нейната сестра Хазеха е избрана най-късно от 1044 г. за абатеса и на императрица Агнес (1025-1077).

## Умберто Еко за Ута
Умберто Еко, когато го запитали за неговото пристрастие към женската красота и какъв би бил неговия избор сред всички произведения на изкуството: „Ако на мен ми се предостави възможност да се срещна с някой женски персонаж от историята на изкуството, аз бих избрал маркграфиня Ута от Наумбург - статуята, на която украсява сградата на този град“.